# Tatabánya
Tatabánya ( în germană Totiserkolonie) este un oraș în Ungaria. Este reședința județului Komárom-Esztergom și unul dintre cele 23 orașe cu statut de comitat ale țării.

## Demografie
Componența etnică a municipiului Tatabánya
     Maghiari (93,23%)
     Germani (2,91%)
     Romi (2,06%)
     Necunoscut (0,76%)
     Alții (1,04%)
Componența confesională a municipiului Tatabánya
     Fără religie (32,76%)
     Romano-catolici (26,05%)
     Reformați (6,08%)
     Atei (2,06%)
     Luterani (1,03%)
     Necunoscută (31,52%)
     Alte religii (2%)
Conform recensământului din 2011, orașul Tatabánya avea 66.475 de locuitori. Din punct de vedere etnic, majoritatea locuitorilor (93,23%) erau maghiari, existând și minorități de germani (2,91%) și romi (2,06%). Apartenența etnică nu este cunoscută în cazul a 0,76% din locuitori. Nu există o religie majoritară, locuitorii fiind persoane fără religie (32,76%), romano-catolici (26,05%), reformați (6,08%), atei (2,06%) și luterani (1,03%). Pentru 31,52% din locuitori nu este cunoscută apartenența confesională.